# الشفق في دلهي (كتاب)
الشفق في دلهي هو عنوان أول رواية لأحمد علي، نشرتها دار هوغارث للنشر في الأصل باللغة الإنجليزية في بريطانيا عام 1940. تتناول الرواية التغيرات الاجتماعية والسياسية والثقافية في الهند بعد الاستعمار.

## ملخص القصة
تدور أحداث الرواية في الفترة ما بين عامي 1911 و1919 في دلهي. لقد رسم أحمد علي صورة واضحة لمدينة دلهي القديمة وسكانها المسلمين في تلك الحقبة. ويصور موضوعات التفكك، والانحطاط، والاغتراب، والصراعات بين الجنسين والصراعات الاجتماعية، والحنين إلى الماضي، وسقوط سلاطين المغول، وآثار الاستعمار والإمبريالية على المسلمين الهنود في دلهي.
الرواية مليئة بالصور الرمزية الغنية. إن شجرة النخيل، ونبات الحناء، والكلاب، والقطط، والحمام لا تشير إلى سلوكيات الشخصيات فحسب، بل إلى سلوكيات المجتمع الإسلامي كله. تبدأ الرواية عند الفجر، حيث يشير "الشفق" إلى شروق الشمس وكذلك ارتفاع مستوى معيشة بطل الرواية مير نيهال. وعلى النقيض من ذلك، فإن أوصاف الشفق في المساء في الجمل الختامية تصور السقوط الشامل وتدمير ليس فقط عائلة مير نيهال، بل أيضًا سلاطنة مغول الهند بأكملها، ونهاية الحكم الإسلامي تمامًا في جنوب آسيا.
ولم تنشر الرواية إلا بعد تدخل الكاتب الإنجليزي البارز إي. إم. فورستر.

## روابط خارجية
- نسخة pdf مجانية للتحميل من الرواية
- ملخص وتحليل رواية "شفق دلهي"